# Kontraskjæret

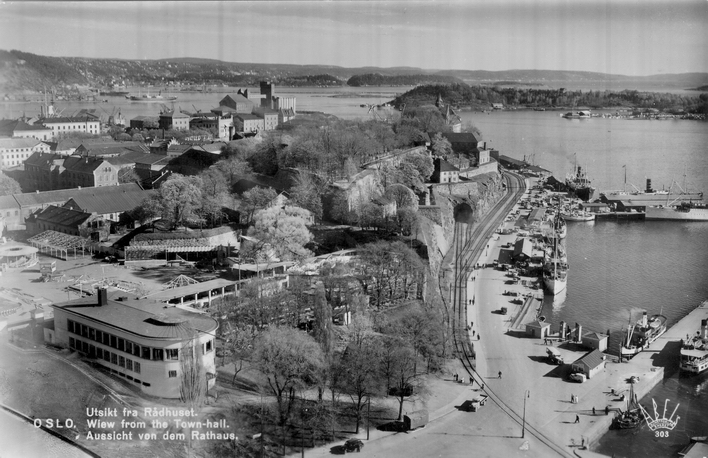
Utsikt över Akershus och Kontraskjæret, före 1970.

Kontraskjæret är en del av befästningsanläggningen vid Akershus fästning i Oslo. Namnet är språklig förvaskning av franskans contrescarpe, det vill säga den yttre, lodräta befästningsväggen av murvägg eller betong. Idag (2010) är området en park.